# 草地貞吾
草地 貞吾（くさち ていご、1904年（明治37年）5月28日 - 2001年（平成13年）11月15日）は、日本の陸軍軍人。最終階級は大佐。

## 略歴
旧制大分県立宇佐中学校出身。陸軍士官学校第39期を卒業し、同期生の末松太平歩兵少尉とともに青森を衛戍地とする歩兵第5聯隊に配属される。1936年（昭和11年）に末松歩兵大尉は、二・二六事件に連座している。
著名な同期生は、終戦時に陸軍省軍務局軍事課高級課員で戦後陸将・陸上幕僚副長となる高山信武大佐や、南方軍第2課長の矢野連大佐、第53軍参謀の大橋武夫中佐がいる。第106師団では、同期の成富政一大佐（戦死後、進級）と勤務している。
終戦時、満州にあった関東軍の作戦課主任参謀。戦争末期、ソ連軍の満州進攻に際し、居留民をまもって戦うことを主張して軍の後退に応じようとしない後宮淳方面軍司令官に対し、涙を飲んで居留民を見捨てるよう、説得を電話で行い、さらにはそのために高杉参謀を派遣したとされる。ソ連軍の満州進攻に際し、軍人家族が真っ先に避難列車を仕立てて脱出、次いで軍属や満鉄関係者とその家族であったことについて、戦後、一般の民間邦人には連絡が行き届かなかったためと弁明したこともある一方で、回想録では「なぜ関東軍は居留民保護に兵力を出さなかったか、より速やかに後退したかと糺されれば、作戦任務の要請であったと答えるばかりである」とも述べている。
終戦時にソ連軍に捕らわれ、シベリアに抑留された。ソ連側から東京裁判に証人としての出廷を要請されたが、拒否している。また、妻・次男・三女が新京から引き揚げの途上、発疹チフスで死亡している。
1956年に帰国後は教育者として活動し、大東亜聖戦大碑建立にも関わった。

## 年譜
- 1904年（明治37年） - 大分県宇佐市に生まれる。
- 1927年（昭和2年） - 陸軍士官学校卒業（39期歩兵科）。10月、歩兵少尉任官。
- 1930年（昭和5年） - 10月、歩兵中尉に任官。
- 1934年（昭和9年） - 陸軍大学校に入学。
- 1935年（昭和10年） - 8月、歩兵大尉に任官。
- 1937年（昭和12年） - 10月、陸軍大学校卒業（49期優等）し、歩兵第5聯隊中隊長に就任。
- 1938年（昭和13年） - 第106師団参謀。
- 1939年（昭和14年） - 3月、陸軍省軍務局課員。8月、歩兵少佐に任官。
- 1941年（昭和16年） - 支那派遣軍参謀。
- 1942年（昭和17年） - 中佐に任官。（1940年、兵科が撤廃）
- 1943年（昭和18年） - 関東軍作戦主任参謀。
- 1945年（昭和20年） - 6月10日、陸士39期一選抜のひとりとして大佐に任官。8月、ソ連対日参戦。日本の降伏でシベリア抑留。
- 1949年（昭和24年） - 強制労働25年の判決を受ける。
- 1956年（昭和31年）12月26日 - 復員[3]。
- 1964年（昭和39年） - 日本大学歴史学科卒業、日本大学桜丘高等学校講師[4]。
- 1966年（昭和41年） - 京都産業大学寮監長
- 1967年（昭和42年） - 国士舘高等学校校長。
- 1973年（昭和48年） - 朔北会会長
- 1977年（昭和52年） - 日本郷友連盟副会長
- 1983年（昭和58年） - 全日本銃剣道連盟会長（銃剣道範士八段）。
- 2001年（平成13年） - 死去。

## 著作
- 『地獄遍路』（日刊労働通信社シベリヤ叢書、1958年）、シベリア抑留記
- 『その日、関東軍は 元関東軍参謀作戦班長の証言』（宮川書房、1967年）、関東軍の終戦始末
- 『関東軍作戦参謀の証言』（芙蓉書房、1979年）、『地獄遍路』と『その日、関東軍は』を訂正合本
  - 改訂版『関東軍作戦参謀草地貞吾回想録』（芙蓉書房出版、1999年） ISBN 4-8295-0224-X
- 『自衛隊史 日本防衛の歩みと進路』（日本防衛調査協会、1980年）

編著：第1巻 日本防衛の歩みと進路、第2巻 日本防衛の現状
- 『将軍32人の「風貌」「姿勢」 私が仕えた回想の将軍たち』（光人社、1992年） ISBN 4-7698-0591-8

## 伝記
- 小松茂朗『関東軍参謀 怨嗟の中に立つ悲劇の軍人伝』
  - （光人社、1987年） ISBN 4-7698-0335-4
  - （光人社NF文庫、2004年） ISBN 4-7698-2420-3